# HD 214035
HD 214035，又名BD+75 836，SAO 10414、HR 8599，是一颗恒星，视星等为5.68，位于銀經114.82，銀緯15.6，其B1900.0坐标为赤經22h 30m 30.9s，赤緯+75° 15.6′ 40″。